# Butterfly (finance)
Pour les articles homonymes, voir Butterfly.

Gain résultant de l'achat d'un Butterfly.

En finance de marché, un Butterfly est une stratégie d'options présentant à l'achat un risque limité et ne prenant pas de position directionnelle à la hausse ou à la baisse des cours du sous-jacent. Ce produit financier est conçu pour obtenir une grande probabilité de gains limités lorsqu'on s'attend à ce que la volatilité du sous-jacent soit inférieure à celle de la volatilité implicite, ou autrement dit, à la volatilité attendue par le marché.
Pour un achat, il correspond à 
- l'achat d'un call, au prix d'exercice X+a
- l'achat d'un call au prix d'exercice X-a
- la vente de deux calls au prix d'exercice de X[1]

## Sources
- (en) Cet article est partiellement ou en totalité issu de l’article de Wikipédia en anglais intitulé « Butterfly (options) » (voir la liste des auteurs).

1. ↑  Le butterfly spread : une première approche strategies-options.com, aoû 2010